# Col·legiata de Sant Salvi
La col·legiata de Sant Salvi és una església católica d'Albi a la regió occitana del Llenguadoc aFrança.

## Etimologia
L'església rep el nom del bisbe d'Albi, i posteriorment sant, Salvi d'Albi.

## Història
Al segle x, el bisbe d'Albi, Miron, és citat en el títol de la cessió de terrenys per a la construcció de l'església de Sant Salvi. El primer esment de l'església data del 940.
L'església es va començar a construir al voltant del segle xii i va ser l'edifici religiós més gran d'Albi fins al segle xiii, quan s'hi va construir la catedral Santa Cecília.
Es va reconstruir la col·legiata al voltant del 1070, i el cor es va completar al voltant de l'any 1100, que es caracteritza per l'ús sistemàtic de l'arc de ferradura. Es van construir nous portals al segle xii i el claustre és del segle xiii.
Al segle xv es reconstrueix totalment el cor, i s'eleva el transsepte i una part de la nau. El portal romànic també es va canviar en aquell moment.
El 1720, l'altar renaixentista va ser demolit, i un nou altar major va ser consagrat el 1723.
Es va convertir en estable de cavalls durant la Revolució Francesa fins que l'església va ser retornada al culte el 1811.
El 1873, es va començar a restaurar l'interior en estil neogòtic, sota la direcció de l'arquitecte Bodin-Legendre, amb una decoració establida per Nelli.
L'església va ser declarada monument històric el 1846; la galeria del claustre va ser declarada el 16 d'octubre de 1922.

## Construcció
Els materials utilitzats reflecteixen les èpoques de construcció. Els fonaments i les parts antigues (del segle xi) són de pedra. Les parts més noves, posteriors a 1220-1240, són majoritàriament construïdes de maó. Aquest canvi no tan sols va ser degut una nova moda sinó també pel menor cost del maó, però els elements principals es van construir en pedra per a mantenir una unitat general amb parts preexistents.

## Mobiliari
El mobiliari inclou un bell conjunt d'escultures locals de la Baixa Edat Mitjana: una pietà conservada en la sagristia, un crucifix, un calvari, un Crist i sis profetes.
Una estàtua de fusta policromada, que data probablement del segle xii, és l'única representació coneguda del sant; va ser trobada en un àtic i es conserva a la sagristia.
Al fons de l'església, sota l'orgue, hi ha sis estàtues policromades que envolten el Crist que representen el Sanderí, és a dir l'assemblea legislativa tradicional del poble jueu, així com el seu Tribunal Suprem que generalment es troba a Jerusalem; aquestes estàtues semblen una còpia de les de la catedral.

## Canonges famosos
(llista no exhaustiva)
- 1548 ca - Gabriel de Laye o de L'Haye, canonge de l'església col·legiata, provinent de l'Abadia de Notre-Dame de Valsaintes en aquell any. Va morir al 4 de novembre de 1558.[6]